# Austin Kincaid
Austin Kincaid (ur. 14 stycznia 1980 w Asheville) – amerykańska aktorka pornograficzna i modelka, występująca od 2001. Na początku kariery występowała jako Veronica Knight.

## Życiorys

### Wczesne lata
Urodziła się i wychowała w Asheville w stanie Karolina Północna. Najpierw pracowała jako kelnerka. W wieku 19 lat została striptizerką w klubie Hot Rodzz w Karolinie Południowej. Następnie zapisała się do szkoły dla striptizerek The Pure Talent Agency. 
W 2000 wygrała konkurs Miss Nude International Redhead. W efekcie w styczniu 2001 jej nagie zdjęcia ukazały się na okładce magazynu „Score”, a także w numerze majowym w 2001, numerze wakacyjnym w 2004 i w numerze grudniowym w 2005. W tym czasie występowała jako Veronica Knight. Pracując jako fotomodelka mieszkała w wielu miejscach, w tym w Atlancie i Los Angeles. 

### Pierwsze filmy i kwestia pseudonimu
Początkowo używała pseudonimu Veronica Knight w dwóch częściach Lesbian Anal Club wg witryny internetowej Adult Film Database (choć wg Internet Adult Movie Database wystąpiła w nich już jako Austin Kincaid. 
Jako Austin pojawiła się, według Internet Adult Movie Database, w Her First Lesbian Sex 5. Adult Film Database podaje dwa inne filmy w których wystąpiła aktorka o tym pseudonimie – Barely Legal 32 i Goin' Deep 2.
Występowała też pod pseudonimem Melissa Meadows – w Big Sausage Pizza 7. 
Ostatecznie zdecydowała się występować jako Austin Kincaid. Przyznaje, że długo myślała nad swoim pseudonimem. Imię Austin wybrała ze względu na to, że litera A otwiera alfabet, z kolei Kincaid ze względu na malarza Thomasa Kinkade.
Między sesjami dla magazynu „Score” poznała ludzi z branży pornograficznej. Za ich namową zdecydowała się na występie w filmie porno i, jak stwierdziła w wywiadzie, pokochała to. Pierwszy film zrealizowała dla strony internetowej Naughty America. W debiucie wystąpiła z dwoma mężczyznami. Jak sama stwierdziła było w listopadzie 2004. Tak więc w wywiadach Austin Kincaid pomija swoje pierwsze występy pod pseudonimem Veronica Knight.

### Kariera w latach 2005–2008
Recenzent magazynu „AVN Media Network” recenzując film Double Decker Sandwich 6 z 2005 określił Austain Kincaid mianem „nienasyconej”. W maju 2005 wystąpiła na żywo z Giną Lynn na stronie Flirt 4 Free, co związany z branżą pornograficzną magazyn „AVN Media Network” uznał za duży krok do przodu w karierze Kincaid.
Pojawiła się w produkcji Erika Everharda Outnumbered 3 (2005), a także jako prostytutka w Różowych Kulach Armatnich w uhonorowanym dwunastoma nagrodami AVN Award filmie wytwórni Digital Playground Piraci (Pirates, 2005) obok Jesse Jane, Teagan Presley, Carmen Luvany, Janine, Triny Michaels i Devon. Z kolei w grudniu 2005 miał premierę My First Porn, pierwsza część nowej serii wytwórni Digital Playground.
W 2006 miał premierę Control 2, a Austin była jedną z dwóch – obok Jenaveve Jolie – gwiazd nowego filmu wytwórni Digital Playground. W tym samym roku zagrała postać Suzy w To Die For, nowej produkcji Vivid Entertainment Group z udziałem Monique Alexander, Manuela Ferrary i Tommy’ego Gunna. Reżyser Paul Thomas przyznał, że nie spodziewał się tak dobrej gry Austin Kincaid, a za rolę zdobyła nominację do AVN Award dla najlepszej aktorki w filmie fabularnym.. 
W 2007 wystąpiła m.in. w filmie Digital Playground Jack's Big Ass Show 6, którego gwiazdą była Sophia Santi, i w Dick Hunters, debiucie reżyserskim aktorki Triny Micheals (Sin City). Zagrała też w filmie wyprodukowanym przez Wicked Pictures – była to Operation: Desert Stormy (2007) w reżyserii Stormy Daniels. 
W lipcu 2007 podpisała kontrakt z Fantasy Girl Entertainment, która miała prowadzić jej stronę internetową.
Pod koniec 2007 wystąpiła w wysokobudżetowej produkcji wytwórni Third Degree Big Boob Orgy; film miał premierę w styczniu następnego roku.
W 2008 pojawiła się obok Roxy Jezel w Served Raw, nowej produkcji firmy ClubJenna. W tym samym roku wystąpiła u boku Amber Lynn w The Housewives of Amber Lane. 
Występ Kincaid oceniono lepiej od roli tytułowej Amber.
Reżyseruje niektóre filmy zamieszczane na jej oficjalnej stronie.
Nie brała udziału w scenach seksu analnego ani gang-bang. Jej ulubieni partnerzy filmowi to Tommy Gunn, Scott Nails i Evan Stone.

## Nagrody i nominacje
| Rok  | Nagroda   | Kategoria                             | Film                        | Inni wykonawcy                                            | Rezultat  |
| ---- | --------- | ------------------------------------- | --------------------------- | --------------------------------------------------------- | --------- |
| 2007 | AVN Award | Najlepsza aktorka drugoplanowa        | Fade to Black 2 (2006)      | –                                                         | Nominacja |
| 2007 | AVN Award | Najlepsza scena seksu grupowego       | Fade to Black 2 (2006)      | Angelica Costello, Steve Crest i Trent Tesoro             | Nominacja |
| 2007 | AVN Award | Najlepsza aktorka w filmie fabularnym | To Die For (2006)           | –                                                         | Nominacja |
| 2007 | AVN Award | Najlepsza scena seksu grupowego       | True Hollywood Twins (2005) | Chris Cannon, Lacey Love, Lyndsey Love i Steven St. Croix | Nominacja |